# Joanna Guzik
Joanna Guzik (ur. 29 grudnia 1981 w Łodzi) – polska poetka.
Pisarka w swojej twórczości nawiązuje do historii włókiennictwa w Łodzi oraz do surrealizmu. W 2022 roku była laureatką Programu Rezydencji Poetyckich „Wisława Szymborska Poetry Residencies – Jerzy Pieterkiewicz Educational Foundation” w ramach którego przez miesiąc mieszkała w mieszkaniu Wisławy Szymborskiej w Krakowie. 3-krotnie przekazała dochody ze sprzedaży tomików na cele Fundacji Dom w Łodzi. Ponadto organizuje wieczorki poezji w Domach dla Seniorów w Łodzi.
Projektantem trzech okładek tomów poezji jej autorstwa jest Andrzej Pągowski.
Za zaangażowanie, promowanie Łodzi, poezję – sztukę pozwalającą na wyrażanie własnych emocji, została uhonorowana w 2023 medalem na 600-lecie Łodzi. W 2024 roku uzyskała tytuł Kobiety Niezwykłej w kategorii Działalność Artystyczna.
Joanna Guzik należy również do Związku Literatów Polskich.

## Twórczość
- „Miłość z wczorajszym oddechem” (Wing, 2001),
- „Mieszkamy na dnie oceanu” (Biblioteka, 2002),
- „Pół etatu ciszy” (Biblioteka, 2007),
- „Syntetyczne pole kwiatów” (Papierowy Motyl, 2016),
- „Ciało obce” (Papierowy Motyl, 2019),
- „Pociąg do Egostanu” (Papierowy Motyl, 2020)[4],
- „Cztery koma zając” (Papierowy Motyl, 2021[5]),
- „Skup butelek” (Papierowy Motyl, 2023)[6],
- „Not too much [tłu:macz] poetry (Nigra Blanka, 2024)
- Od słowa do słowa. Rozmowy z pisarzami o świadomości pisania (Papierowy Motyl, 2024)[7]